# Ctenoplon x-littera
Ctenoplon x-littera là một loài bọ cánh cứng trong họ Cerambycidae.